# Andrew Imbrie
Andrew Welsh Imbrie (Nueva York, 6 de abril de 1921 - Berkeley (California), 5 de diciembre de 2007) fue un compositor y pianista de música clásica contemporánea estadounidense.

## Carrera
Imbrie comenzó su formación musical como pianista cuando tenía cuatro años. En 1937, viajó a París para estudiar composición brevemente con Nadia Boulanger y piano con Robert Casadesus. Volvió a los Estados Unidos al año siguiente para asistir a la Universidad de Princeton donde estudió con Roger Sessions, recibiendo la licenciatura en 1942. Su tesis sénior allí, un cuarteto de cuerda, fue grabada por Juilliard Quartet. Durante la Segunda Guerra Mundial sirvió en el ejército de los Estados Unidos como traductor de japonés. Posteriormente, fue a la Universidad de California, Berkeley, donde obtuvo un máster en Música en 1947. Allí continuó sus estudios con Sessions, que tenía un puesto en Berkeley.
Imbrie dio clases de composición, teoría y análisis en Berkeley desde 1949 hasta su jubilación en 1991. En verano de 1991, fue compositor residente en Tanglewood y Lenox, Massachusetts.
Además de su trabajo como docente principal en Berkeley, ejerció como profesor visitante en la Universidad de Chicago, la Universidad Brandeis, la Universidad Northwestern, la Universidad de Nueva York, la Universidad de Alabama y la Universidad de Harvard, y tuvo una plaza docente habitual en el Conservatorio de San Francisco (California).
Murió en su casa de Berkeley, California a los 86 años.
Entre sus alumnos destacados destacan Larry Austin, Tamar Diesendruck, Richard Festinger, Alden Jenks, Frank La Rocca, Neil Rolnick, Valerie Samson, Allen Shearer, Laura Schwendinger, Nils Frykdahl, Kurt Rohde, Hi Kyung Kim, Leslie Wildman y Carolyn Yarnell.

## Composiciones (selección)
- Three Against Christmas - Ópera (1960 )
- Angle of Repose - Ópera (1976)
- Dandelion Wine (Conjunto de cámara) (1961)
- To a Traveler (Conjunto de cámara) (1971)
- Sextet for Six Friends (Conjunto de cámara) (2007)
- Drumtaps para coro y orquesta (texto de Whitman)
- Prometheus Bound para coro con orquesta (texto de Green después de Esquilo)
- Adam para coro con orquesta (texto de fuentes medievales y de la Guerra Civil)
- Requiem (coros con orquesta) (1984)
- Tres sinfonías
- Ocho conciertos
- Canciones para voz
- Sonatas para diversos instrumentos
- Obras de cambra per a conjuntos instrumentos diversos
- Obras para conjuntos corals
- Cinco cuartetos de cuerda

## Grabaciones
Primeras grabaciones de dos composiciones del premio Naumburg. Columbia Records, MS 6597

- Concierto para violín

Andreu Imbrie. Nova York: Composers Recordings Inc., 1973. Reeditado, New World Records, 2007.
- Simfonia núm. 3
- Serenata para flauta, viola y piano
- Sonata para violonchelo y piano

Nueva música para virtuosos. Nueva YorkNew World Records, 1977.
- Three Sketches

Andrew Imbrie y Gunther Schuller. Nueva YorkNew World Records, 1978.
- String Quartet No. 4

Nueva Serie de Música Vol. 3. Neuma Records, 1993

- Short Story

Collage Música Nova. BostonGM Recordings, 1989.

- Pilgrimage

Andreu Imbrie. BostonGM Recordings, 1993.

- String Quartets 4 & 5
- Impromptu para Violin y Piano

Música d'Andrew Imbrie. Nova YorkCRI, 1994.

- Symphony No. 3
- Serenade para Flauta, Viola y Piano
- Sonata para violonchelo y piano

Dream Sequence - Música de cambra d'Andrew Imbrie. Nova YorkNew World Records, 1995.

- Dream Sequence
- Roethke Songs
- Three Piece Suite
- Campion Songs
- To a Traveler

Andrew Imbrie, Rèquiem. New Rochelle, NYBridge Records, 2000.

- Requiem
- Piano Concerto No. 3

Andreu Imbrie. Albany, NYAlbany Records, 2002.

- Spring Fever
- Chicago Bells
- Songs of Then and Now

Fiebre de primavera
- Chicago Bells
- Cançons de Entoces y ahora